# Вагуш
Ва́гуш (порт. Vagos; МФА: [ˈva.guʃ]) — муніципалітет і містечко в Португалії, в окрузі Авейру. Розташований у північно-західній частині країни, на березі Атлантичного океану, на теренах історичної португальської провінції Бейра. Належить до Авейрівської діоцезії Католицької церкви в Португалії. Права міського самоврядування має з 1514 року. Поділяється на 8 парафій. За адміністративним поділом, чинним до 1976 року, був складовою провінції Берегова Бейра. Площа муніципалітету — 164,92 км², населення муніципалітету — 22851 ос. (2011); густота населення — 138,56 осіб/км²
. Патрон — святий Яків. Святковий день муніципалітету — 1-й понеділок після Трійці. Поштовий індекс — 3840.  Код місцевої адміністративної одиниці — 0118. Складова статистичного регіону Центр.

## Географія
Вагуш розташований на північному заході Португалії, на південному заході округу Авейру.
Містечко розташоване за 9 км на південь міста Авейру.
Вагуш межує на півночі з муніципалітетом Іляву, на північному сході — з муніципалітетом Авейру, на сході — з муніципалітетом Олівейра-ду-Байрру, на південному сході — з муніципалітетом Кантаньєде, на південному заході — з муніципалітетом Міра. На заході омивається водами Атлантичного океану.

### Клімат
| Клімат Вагуша           | Клімат Вагуша | Клімат Вагуша | Клімат Вагуша | Клімат Вагуша | Клімат Вагуша | Клімат Вагуша | Клімат Вагуша | Клімат Вагуша | Клімат Вагуша | Клімат Вагуша | Клімат Вагуша | Клімат Вагуша | Клімат Вагуша |
| Показник                | Січ.          | Лют.          | Бер.          | Квіт.         | Трав.         | Черв.         | Лип.          | Серп.         | Вер.          | Жовт.         | Лист.         | Груд.         | Рік           |
| Середній максимум, °C   | 13,5          | 14,3          | 16,2          | 17,5          | 19,6          | 22,7          | 24,7          | 25,0          | 24,0          | 20,9          | 16,7          | 13,9          | 19,1          |
| Середня температура, °C | 9,3           | 10,1          | 11,5          | 12,9          | 15,1          | 18,1          | 19,9          | 19,8          | 19,0          | 16,2          | 12,3          | 9,9           | 14,5          |
| Середній мінімум, °C    | 5,1           | 5,9           | 6,8           | 8,3           | 10,6          | 13,5          | 15,0          | 14,6          | 13,9          | 11,4          | 7,9           | 5,9           | 9,9           |
| Днів з опадами          | 14            | 13            | 11            | 10            | 9             | 6             | 2             | 3             | 6             | 10            | 12            | 12            | 108           |
| ----------------------- | ------------- | ------------- | ------------- | ------------- | ------------- | ------------- | ------------- | ------------- | ------------- | ------------- | ------------- | ------------- | ------------- |
| Джерело: www.yr.no      |               |               |               |               |               |               |               |               |               |               |               |               |               |

## Історія
1514 року португальський король Мануел I надав Вагушу форал, яким визнав за поселенням статус містечка та муніципальні самоврядні права.

## Населення
| Кількість мешканців | Кількість мешканців | Кількість мешканців | Кількість мешканців | Кількість мешканців | Кількість мешканців | Кількість мешканців | Кількість мешканців | Кількість мешканців | Кількість мешканців | Кількість мешканців | Кількість мешканців | Кількість мешканців | Кількість мешканців | Кількість мешканців |
| ------------------- | ------------------- | ------------------- | ------------------- | ------------------- | ------------------- | ------------------- | ------------------- | ------------------- | ------------------- | ------------------- | ------------------- | ------------------- | ------------------- | ------------------- |
| 1864                | 1878                | 1890                | 1900                | 1911                | 1920                | 1930                | 1940                | 1950                | 1960                | 1970                | 1981                | 1991                | 2001                | 2011                |
| 9 088               | 10 128              | 11 084              | 11 954              | 13 445              | 14 123              | 15 860              | 18 135              | 20 131              | 20 250              | 18 516              | 18 548              | 19 068              | 22 017              | 22 851              |

## Парафії
- Калван
- Кован-ду-Лобу
- Фонте-де-Анжеан
- Гафаня-да-Боа-Ора
- Ока
- Понте-де-Вагуш
- Соза
- Вагуш
- Санту-Антоніу-де-Вагуш
- Санту-Андре-де-Вагуш
- Санта-Катарина